# 伊東四朗
伊東 四朗（いとう しろう、本名: 伊藤 輝男、1937年〈昭和12年〉6月15日 - ）は、日本のコメディアン、俳優、タレント、テレビ司会者。日本喜劇人協会相談役。オルテ企画所属。東京府東京市下谷区（現在の東京都台東区）出身。血液型はO型。5人きょうだい（兄2人、姉1人、妹1人）の三男。
兄は教育評論家の伊藤竹三。息子は俳優・タレントの伊東孝明。

## 来歴

### 生い立ち
1937年6月15日、東京府東京市下谷区竹町（現在の東京都台東区台東）にて、服地商の子として生まれる。父親は静岡県榛原郡相良町（現在の牧之原市）、母親は同県掛川市の出身。男、女、男、男、女の5人きょうだいの上から4番目の三男が伊東。戦時中は母親の実家のある掛川市に疎開した。疎開中には、工場跡地のトロッコで遊んでいたところ、トロッコが暴走して転倒し車輪の一部が伊東の左頬を貫通したことがあるという。

### 石井均一座
東京都立市ヶ谷商業高等学校卒業後は就職を希望し数多くの面接を受けるも、目付きが悪い、人相が悪いことを理由に不採用が続き、伝手を頼って紹介された製薬会社も入社試験を受けたが採用には至らなかった。1958年に伊東は早稲田大学生協職員に採用され、時間が出来ると観劇に様々な場所へ赴いた。その中で新宿フランス座の座付き俳優だった石井均は同じくこの年に劇団「笑う仲間」を旗揚げ、この舞台を見に足繁く通っていたため一座の役者が伊東の顔を憶えるほどになっていた。それらの経緯もあり、石井一座の役者から「君も（舞台で）やってみないか？」と誘われ、石井一座に参加。「笑う仲間」はもう一人の共同主宰者と石井の仲違いから数か月で瓦解。「石井均一座」として再出発し新たに財津一郎（当時は財津肇メ）らが加わった。
最初の芸名は、師匠の石井均に「いとうにしよう」と言われたことから「伊藤証（いとうしょう）」だったが（「一等賞」をもじって名付けられたとの説もある）、ポスターなどに名前が連なる時に「名前が3文字なため、4文字の先輩より目立つ。お前も4つにしろ（→四朗）」ということで「伊東四朗」と改名した。

### てんぷくトリオ
石井一座は、浅草の松竹演芸場や新宿の新宿松竹文化演芸場を拠点に人気となる。石井に追随した戸塚睦夫も新宿フランス座々付でその剣劇や軽演劇仲間であった三波伸介とは夜間キャバレーの営業に出ていた（三波戸塚コンビ）。このステージ営業はある芸能事務所が石井をスカウトし、石井は戸塚を誘い二人で開始（石井戸塚コンビ）、その後石井は劇団旗揚から多忙を極め時間上の都合から三波にこのコンビ営業を移譲した経緯があった。引き継いだ三波はフランス劇場の座付で残り、石井の劇団に移った戸塚とはこの夜スケジュールに間に合わない事態が発生すると、戸塚はその都度に同じ座員だった伊東に声を掛けてこのキャバレー営業の相手代役に仕立て「（にせ）三波伸介」として急場を凌いでいたが、三波は1960年初頭に失踪（その後大阪に行ったことが判明する）、伊東は「三波」の名でそのまま夜の代役営業を余儀なくされ、約一年余に渡り三波の帰京まで続けた。伊東はその代役期間にキャバレー従業員達とは顔馴染みになりステージも好評で、三波はコンビの復帰に際して伊東との交代を避け事務所には三人になったことを報告した。営業先のキャバレーショー司会者にコンビからトリオ再編になったことを告げる挨拶では、芸名「三波伸介」の扱いから「本当は伊東四朗、本当の三波伸介、本当に戸塚睦夫」と幾分非常識な伊東の改名紹介も兼ねた（三波戸塚伊東トリオ）。やがて石井一座は1961年に解散し、伊東と戸塚はこちらを主点に置くようになったが（途中「三波戸塚伊東トリオ」から「ぐうたらトリオ」に改名）、三波はこの夜の仕事とは別に個人単独の仕事を求め活動しテレビ出演の機会を掴み、その繋がりからトリオも1962年、正式にてんぷくトリオ（当初の「ぐうたらトリオ」から改名）としてテレビや一般の舞台へと進出した。伊東の映画デビュー作は、ニュー東映東京『カメラ・トップ屋 お嬢さんが狙ってる/お色気無手勝流』（1961年、小石栄一監督）。トリオブームの中堅として素地の軽演劇経験を生かし、コントなどで舞台やテレビで徐々に人気となり、三波のギャグ「びっくりしたなぁ、もぅ」が大当たりして、茶の間の人気お笑いグループとしての地位を確立した。てんぷくトリオが世に出るきっかけの基は三波個人(ソロ)活動にあり、三波はトリオの活動に重点を置いてはいたが、平行する個人活動の都合上、トリオの知名度や人気を利用して戸塚と伊東に二人か個別の活動を促していた。これを受けて努力家の伊東はダンスや楽器の練習などで芸を磨き、映画監督の市川崑は伊東を「てんぷくトリオの中の一番若くて一番やせている人。演技開眼したらしく、からだとセリフのタイミングが見事。おもしろい」と1968年に期待する新進として挙げていた。
1970年頃、『笑点』の札幌での収録において演芸にゲスト出演した際に、当時の司会者の前田武彦が荒天のため収録場所に到着できず、急遽三波が司会を代理担当したことがあった（三波は後に正式な司会に抜擢）。その際、座布団運びを特別に伊東が務めたことに起因して、伊東が正式な座布団運びに起用される可能性もあったというエピソードがある。
1972年から毎週日曜日に、三波らと共に出演していたNHKの『お笑いオンステージ』の1コーナー「てんぷく笑劇場」での活躍が代表的である。1973年に戸塚睦夫が42歳で死去し、てんぷくトリオの活動に困難が生じるも、三波と二人で「てんぷく集団」として活動し、引き続き“てんぷく”の名を名乗ったが、次第にそれぞれの個人活動へシフトしている。
1982年12月8日、三波が52歳で急死。訃報を聞いた際、伊東は三波が安置されている病院に向かい、報道陣の問いかけに「（三波の遺体を触った際に）まだ温かいんですよ。温かいものだから死んだ気がしなくて…」と語り、葬儀で号泣した。

### 小松政夫との共演とベンジャミン伊東（電線音頭）
1975年以降、三波の意向で「てんぷく」名での活動を抑制した頃、小松政夫との共演が話題になり、『みごろ!たべごろ!笑いごろ!』での親子コントや「電線音頭」でのベンジャミン伊東、『笑って!笑って!!60分』での「小松の親分さん」などのネタで人気に火がついた。小松と2人で生み出したギャグがいくつもあるが、正月によく流れる琴による演奏の『春の海』を口で表現する「つん、つくつくつくつん。つん、つくつくつくつん。ひやーひんひらひらりー、べんべらべんべらべんべらべんべらべん」は伊東の発案である。
「ずん」や「ニン」、「どーかひとつ」といったギャグも有名になった。特にベンジャミンとしてのスタイルは、藤田まことら古くからのコメディアン仲間から「あいつはバカになったのか!?」と驚嘆されるほどのインパクトがあり、小林信彦からは大いに絶賛された。それまで「てんぷくトリオ」のサブ的役割であった伊東が、にわかに芸能界で存在感を示し始め、1979年にはTBS『ザ・チャンス!』の二代目司会者に起用された。
「ベンジャミン伊東」のキャラクター案は、伊東が自身の威圧的な顔にコンプレックスを持っていたため、「怖い顔でも面白い人はいないのか?」と考えた時に「サーカスの団長」が思い浮かんだことが発端となっている。

## 喜劇役者として活動
1977年、TBSドラマ『ムー』で渡辺美佐子の夫役を演じて人気を博す。
1983年、『おしん』では父親役に抜擢される。ドラマの大ヒットとともに俳優としての認知度も高まり、活躍の場を広げた。
1992年から2015年までは『十津川警部シリーズ』で亀井定雄役を一貫して演じ、十津川省三役の渡瀬恒彦との名コンビで人気を博し、その他2時間ドラマでの主演も多い。
『おしん』以降、コメディアンと並行してシリアスな俳優としての存在感も高めた伊東であったが、自らを「喜劇役者」と位置づけており、「いつまでもそうあり続けたい」と語っている。「三波も戸塚も死んだが、てんぷくトリオは解散したものではない、解散を口にしたことはない」とも述べ、コメディへのこだわりも見せる。かつての喜劇役者仲間であり、親しい友人でもあった東八郎、関敬六、また渥美清や由利徹などといった浅草喜劇出身の役者たちが次々に冥界の人になって以後は、「浅草喜劇の伝統を後代へ引き継ぎたい」という想いと、「彼らの分まで、体が動く限り現役で頑張りたい」との想いが年々強くなっているとのこと。
1997年、三宅裕司、小倉久寛らと共にオムニバスコントの舞台『いい加減にしてみました』を上演する（2002年・2010年にも上演）。この流れで、今ではあまり見られない典型的な喜劇・軽演劇の舞台を再現しようと、2004年、『伊東四朗一座 〜旗揚げ解散公演』を上演した（タイトルからも分かるように最初で最後の予定であった）。この公演は当日券を求める客があふれるほどで、多くのリクエストを受けて、翌2005年には『伊東四朗一座 〜急遽再結成公演〜』を上演する。その後、2006年・2007年には伊東が参加しなかったため、三宅らは「熱海五郎一座」と銘打って活動する。2008年には再び伊東が加わり「伊東四朗一座」として公演を行う。2009年には「伊東四朗一座・熱海五郎一座合同公演」が上演された。現在は年1回のペースで活動。伊東四朗一座の舞台公演作品はDVD化もされている。
この他にも舞台公演は精力的に行っている。角野卓造、松金よね子、佐藤B作・あめくみちこらとともに「西荻窪エリアでお酒を飲みながら語らう会」（西荻の会）を結成し、実際に西荻窪エリアで酒を飲みながら語らっていたが、ある時会の外から「このメンバーで芝居を」との提案を受けたことから、2011年に本多劇場にて西荻の会による介護コメディー『ロング・ロスト・フレンド』を上演した。

## タレントとしての人気
テレビ草創期から活動しているタレントの一人としても知られる。
バラエティ番組の司会も数多く担当し、『伊東家の食卓』には「お父さん」役で約9年半出演した。
CMでは『白子のり』や『ヤクルト』のイメージキャラクターを長年務めていることで有名。

## 人物・エピソード
- 保守的思想の持ち主であり、靖国神社で行われる「みたままつり」には、日本の現状を憂いた句などをしたためたぼんぼりを奉納している[17]。落語家の林家たい平はこのぼんぼりにしたためられた言葉に感銘を受け、自身のブログで紹介している[17]。また、伊東はドラマ版『永遠の0』にも大石賢一郎（現代）の役で出演している[18]。また戸塚宏の支援者としても知られ、映画スパルタの海では戸塚をモデルとした校長役を演じている。一方で自らの戦争体験を語り、戦争の悲惨さを伝える言動もしている。[19]
- 昨今の若者が話す言葉や日本語の乱れには憤りを感じており、度々持論を展開している[20]。『伊東家の食卓』で共演していた三宅健も正しい言葉遣いをする伊東の姿勢に感化され、自身のラジオ番組のリスナーの文章の間違いを指摘するようになり、これをきっかけに三宅のファンも正しい言葉遣いをするようになったという[20]。
- レギュラー出演しているラジオ番組『伊東四朗 吉田照美 親父・熱愛』（文化放送）でも若者の言葉遣いへの苦言を始めとした持論を展開している他、2001年からは「輝く!伊東四朗大賞」と題した企画を年末の放送で行っており、その年のヒット曲の中から毎年伊東が一切の先入観を抜きにして気に入った楽曲を大賞に選んでいる[21]。これまでに大賞になった曲としてはサザンオールスターズ「ピースとハイライト」（2013年）、松たか子「Let It Go〜ありのままで〜」（2014年）、あいみょん「マリーゴールド」「裸の心」（2018年、2020年）、Creepy Nuts「Bling-Bang-Bang-Born」（2024年）などが挙げられる[注 10]。
- 伊東がまだ学生だった頃、芝居の台本を持ち込んで教えを請おうと思い立って無謀にも二世尾上松緑と面会するべく歌舞伎座を訪れた際、追い返そうとする番頭を二世松緑がたしなめ、自ら伊東を楽屋に通し、伊東が書いた芝居の台本を読んでアドバイスをした上に、その当時、二世松緑の弟子であった四代目坂東鶴之助（後の五世中村富十郎）に松緑が「この若い者（伊東）に女形芸について教えてあげなさい」と指示し、鶴之助から女形についてのレクチャーを受けた[22]。
- 森繁久彌から『屋根の上のバイオリン弾き』への出演を打診されたが「（森繁久彌の）ファンのままでいたい」と断っている[23]。
- 2011年、したまちコメディ映画祭in台東において「第4回コメディ栄誉賞」を受賞[24]。
- 社団法人日本喜劇人協会（第10代会長：小松政夫）で相談役を務める（日本喜劇人協会公式サイトを参照）。
- 2012年9月、野口五郎・尾藤イサオ・橋爪功・山口もえらとともに「たいとう観光大使」に就任[25]。「たいとう観光大使」は台東区出身の芸能・文化・スポーツ関係者から選ばれ、台東区の魅力を内外に発信し、区のイメージアップ、観光の振興を図る活動を行う。
- 2017年8月24日放送のTBSラジオ『たまむすび』でピエール瀧が、かつて過去に自分が出演したクイズ番組の収録中に急遽追加の収録を行うという、いわゆる「やらせ」が行われそうになったことについて語った。そのクイズ番組の収録現場にいた瀧は、追加の収録についての打ち合わせを行うスタッフらに疑問を呈したが、そのクイズ番組の司会を務めていた伊東もスタッフらに苦言を呈し、結果スタッフらは渋々ながら追加の収録を行わずに番組収録の終了を告げたという。『たまむすび』に出演していたTBSアナウンサーの外山惠理は、瀧からこのエピソードを聞き、驚きの声をあげた一方で、伊東の行動に対して瀧と共に称賛した[26]。
- ベンジャミン伊東として売れっ子になっていた頃、フジテレビ「望郷　日本最初の第九交響曲〜板東俘虜収容所物語（1977年）」にて交番に勤務する真面目な警官の役の依頼が来た。依頼者は電線音頭のことを知らないのだと思い、いいのですかと尋ねたところ「それがどうかしましたか」と言ってくれ、別人格として扱ってくれたことが非常に嬉しかったと語っている[27]。
- 2016年の78歳の時、運転免許を妻とともに自主返納している。満72歳以上の誕生日を迎えたあとの免許の更新だったために有効期限がそれまで5年だったものが3年になり、また、75歳以上の免許更新の際に行われる認知機能検査及び高齢者講習に対して、「次も3年後に来て、これやらなくちゃいけないのはイヤだなって」「運転もうまかった自分には屈辱的だった」と返納の理由を2019年6月12日放送のフジテレビ『直撃LIVE グッディ!』に出演した際に語っている。その後は移動の際はもっぱら電車を利用している[28]。高齢者講習では「幼児に対するような話し方をされて自尊心がズタズタになった。今、高齢者の事故がニュースになるけど、返納で運転による不安がなくなった」という[29]。
- 2021年は84歳の年男となる。50代から始め一時は熱中したテニスはやめたものの、夫婦でウォーキングに出掛けたり、ダンベルを持ち上げ、腕立て伏せもしたりするなど、体力維持に努めている。ただ義務として取り組むことは好まないといい、気の向くまま自然体で行っている。「脳細胞を減らさないように」と始めた円周率や令制国名の暗唱も続けているという[29]。
- タフマンのCMを担当したことを期に東京ヤクルトスワローズのファンになった[30]。
- 2003年からドラマ「おかしな刑事」シリーズの主演として出演してきたが（前身の「おかしな二人」シリーズを含めると2002年から）、通算25本目を迎えた2020年の段階でシリーズドラマの主演としては最年長となった（放送時83歳）[31]。同作は、2024年1月6日放送の27作目「おかしな刑事最終回！大千秋楽スペシャル」を以て20年の歴史に幕を降ろした。放送時伊東は86歳[32]。

## 受賞歴
2025年
- 第50回菊田一夫演劇賞 特別賞

## 出演

### バラエティ番組
- お笑いオンステージ（NHK総合）
- 花のステージ（1978年、NHK総合）
- コメディーお江戸でござる（1994年 - 1999年、NHK総合）：座長
- 勝抜きドンドン歌合戦（1982年、日本テレビ）：司会
- いい加減にします!（1984年 - 1985年、日本テレビ）
- 大きなお世話だ（1985年 - 1986年、日本テレビ）
- 元祖どっきりカメラ（日本テレビ）
- 今夜は最高!（日本テレビ）
- 伊東四朗のOH!千客萬来（ミヤギテレビ）
- 所さんのまっかなテレビ（日本テレビ）
- 伊東家の食卓（日本テレビ）
- 欽ちゃん&香取慎吾の全日本仮装大賞（日本テレビ）：審査員
- ぐるぐるナインティナイン（1999年・2008年、日本テレビ）
- 全部見たことがない熱中ビデオ（2007年、日本テレビ）
- 笑うんだもんね!（TBS）
- 笑って!笑って!!60分（TBS）
- 爆笑!ナンチャッテ横丁（毎日放送）
- ザ・チャンス!（TBS）：司会 - ※ピンクレディーの後任
- 8時だョ!全員集合（TBS）（ゲスト形式）
- 加トちゃんケンちゃんごきげんテレビ（TBS）（ゲスト形式）
- お仕事真剣バラエティー・働きビト（2009年、TBS）
- お昼のゴールデンショー（フジテレビ）
- 火曜ワイドスペシャルドリフ大爆笑（ゲスト形式）（フジテレビ）
- がんばれ!ピンチヒッターショー （フジテレビ）
- ライオンのいただきます（フジテレビ）（『ライオンのいただきますII』に改題されてから不定期出演）
- もしも体感バラエティ if（関西テレビ）
- てなもんや三度笠（朝日放送）
- テレビ演芸場（NETテレビ）
- みごろ!たべごろ!笑いごろ!（NETテレビ）
- 新婚さんいらっしゃい!（朝日放送）：桂三枝（現在：6代目桂文枝）の代理の司会（片平なぎさと共演）
- 人気者でいこう!（朝日放送）
- ホンモノの伊東一家は海外嫌い!?シリーズ（2001年 - 2010年、テレビ朝日）：特番
- 超ド級!世界のありえない映像博覧会（2009年10月5日、2011年4月5日（「カスペ!」枠）、2013年6月25日（「カスペ!」枠）、フジテレビ）：司会
- 井上ひさしとてんぷくトリオのコント（NHK BSプレミアム、2012年7月8日、NHK BSプレミアム）：インタビュー出演
- 日10☆演芸パレード（2012年10月14日 - 2013年8月4日、毎日放送）：司会
- フルタ家の不思議なテレビ（2013年8月20日 - 2015年12月25日 、 NHK総合）：不定期放送・フルタ家祖父 役
- コントの劇場 〜The Actors' Comedy〜（2013年8月30日、NHK BSプレミアム）
- 新・BS日本のうた（2015年8月9日 - 2018年3月25日、NHK BSプレミアム）：ナビゲーター（ナレーション）
- 芸能人格付けチェック（2005年1月3日 - 、朝日放送テレビ）：通常版（年1回、正月特番）のみ、浜田雅功（ダウンタウン）と共に「格付けマスター」として司会・進行。2010年・2018年・2019年の予選会は不参加。2021年からは新型コロナウイルス感染対策の影響を理由に出演せず、事実上降板している。
- 行列のできる相談所（2024年4月14日、7月28日、日本テレビ）-「暮らしに役立つ裏ワザ」で『伊東家の食卓』風に鐘で審査。

### クイズ番組
- 今世紀最後!!史上最大!アメリカ横断ウルトラクイズ（日本テレビ）：スタジオ司会
- 世界痛快伝説!!運命のダダダダーン!（朝日放送）：解答者
- ウィーケストリンク☆一人勝ちの法則（フジテレビ）：司会
- 脳内エステ IQサプリ（フジテレビ）：サプリマスター（総合司会）
- クイズ!純粋男女交遊（テレビ朝日）：解答者
- クイズ庭付き一戸建て（テレビ朝日）：司会
- 天才をつくる!ガリレオ脳研（2009年 - 2011年、テレビ朝日）
- 世界とんでも!?ヒストリー（テレビ朝日）：解答者

### 音楽番組
- 第41回思い出のメロディー（NHK総合・ラジオ第1）：司会
- 家族で選ぶにっぽんの歌（NHK総合）：年1回（土曜日）、司会。

### 情報番組
| 期間               | 期間                   | 番組名                       | 役職                             |
| ------------------ | ---------------------- | ---------------------------- | -------------------------------- |
| 1990年10月         | 1992年9月              | TVいま時あの時（テレビ朝日） | 司会                             |
| 1993年4月1994年4月 | 1993年10月9日1995年3月 | 疲労回復テレビ（NHK総合）    | 『お父さん』役でのレギュラー司会 |

### テレビドラマ

#### NHK総合
- 大河ドラマ
  - 天と地と（1969年）：鉄上野介 役
  - 春日局（1989年）：七沢作兵衛 役
  - 北条時宗（2001年）：北条政村 役
  - 新選組!（2004年）：八木源之丞 役
  - 平清盛（2012年）：白河法皇 役
- 天下御免（1971年）：松平頼恭の側近 役
- 土曜ドラマ
  - 戦後史実録シリーズ 空白の900分 -国鉄総裁怪死事件-（1980年10月11日・10月18日）：山本機関士 役
  - 松本清張シリーズ・けものみち（1982年1月9日・1月16日・1月23日）：久恒義夫 役
  - 植木等とのぼせもん（2017年9月 - 10月）：植木徹誠 役
- 銀河テレビ小説
  - まわりみち（1981年10月12日 - 10月30日）：仲男 役
  - まんが道（1986年 - 1987年）：須賀大作 役
  - 新橋烏森口青春篇（1988年）：高根専務 役
- 連続テレビ小説
  - おしん（1983年）：谷村作造 役
  - ひらり（1992年 - 1993年）：梅若親方 役
  - 私の青空（2000年）
    - 私の青空2002（2002年）
- R.P.G.〜作られた家族の秘密〜（2003年、NHK-BShi）
- 名探偵赤冨士鷹（2005年12月29日・12月30日）：主演・赤冨士鷹 役
- 坂の上の雲 第1部（2009年11月29日 - 12月27日）：秋山久敬 役
- ドラマ10
  - 四十九日のレシピ（2011年2月 - 3月）：熱田良平 役
  - つるかめ助産院〜南の島から〜（2012年8月 - 10月）：長井朗 役
  - 水族館ガール（2016年6月 - 7月）：内海良太郎 役　[34]
- スペシャルテレビドラマ『妻たちの新幹線』（2014年10月25日）：十河信二 役
- スペシャルドラマ『経世済民の男』第三部「鬼と呼ばれた男〜松永安左エ門」（2015年9月19日）：吉田茂 役
- マンゴーの樹の下で〜ルソン島、戦火の約束〜（2019年8月8日）：田宮蓮司 役
- サギデカ 第2話（2019年9月7日）：北村徳治 役
- 大河ドラマが生まれた日（2023年2月4日）：渕上憲明 役[35]
- 老害の人（2024年5月5日 - 6月2日）：主演・戸山福太郎 役[36]

#### 日本テレビ系
- 白い牙（1974年4月 - 9月）
- 太陽にほえろ! 第91話「おれは刑事だ!」（1974年）：矢部進 役
- 熱中時代 第1シリーズ 第22話「お雛さまとさびしい宇宙人」（1979年）：小林長二郎 役
- 熱中時代・刑事編 第24話「女装刑事vs殺人鬼」（1979年）：加古範人 役
- 真夜中のヒーロー（1980年3月 - 5月）
- 黄土の嵐（1980年10月 - 1981年1月）：狼隊長献唐 役
- 右門捕物帖（1982年11月 - 1983年9月）：村上敬四郎 役
- 波の盆（1983年）
- パパになりたかった犬（1984年1月9日 - 3月26日）
- 火曜サスペンス劇場
  - 目には目を（1983年）：吉村 役
  - 「回遊海路〜北九州病院長バラバラ殺人事件」（1984年3月27日）：吉村[37]（被害者の病院長）役[38]
  - 唐津火模様殺人事件（1987年）
  - どうぞ安らかに（2001年6月5日・2002年9月10日・2003年8月12日）：荒木龍三/瀬田龍三
- 竜馬におまかせ!（1996年）：千葉貞吉 役
- 明日があるさ（2001年）：橋本担当部長 役
- 日本のシンドラー杉原千畝物語 六千人の命のビザ（2005年10月11日、読売テレビ）：松岡洋右 役
- 喰いタンシリーズ：山内崇、ホームズエージェンシーオーナー 役
  - 喰いタン（2006年1月 - 3月）
  - 喰いタン2（2007年4月 - 6月）
- デカワンコ（2011年1月 - 3月）：松田洋雄 役
- スペシャルドラマ「アイシテル〜絆〜」（2011年9月21日）：須磨哲人 役
- 読売テレビ開局55年記念ドラマ「お家さん」（2014年5月9日）：後藤新平 役
- お迎えデス。 第1話（2016年4月23日）：馬場陽造 役 [39]
- ハケンの品格（2020）（2020年6月 - 8月、日本テレビ）：宮部蓮三 役

#### TBS系
- 時間ですよ 第1シリーズ（1970年2月 - 8月）
- 悪魔のようなあいつ（1975年6月 - 9月）：倉本 役
- ムー（1977年5月 - 11月）：宇崎安男 役
- あゝにっぽん活動大写真（1978年1月 - 3月、毎日放送）：牧野省三 役
- ムー一族（1978年5月 - 1979年2月）：宇崎安男 役
- スターダッシュNo.1!（1980年4月 - 9月）：星幽太郎 役
- 春の訪問者 ミセスとぼくとセニョールと!（1980年9月 - 1981年2月）：鴨下仁一 役
- 噂の刑事トミーとマツ 第36話「トミマツやりすぎ!課長をタイホ」（1980年）：加東（ニセ相模管理官） 役
- ちょっと噂の女たち・黒田軟骨の女難（1982年12月 - 1983年2月、毎日放送）
- 家族ゲーム（1983年）
- 私は負けない!ガンと闘う少女：佐久間玄太 役（1983年）
- 青春泥棒・徹と由紀子（1984年）：今岡高雄 役
- ’85年型家族あわせ（1985年10月11日 - 12月20日）：望月剛 役
- あゝ単身赴任（1986年、中部日本放送）
- スタンドバイミー 〜気まぐれ白書〜（1987年）：桃山音次 役
- 水曜ドラマスペシャル「それゆけ孔雀警視」（1987年4月22日）
- スタンドバイミーII 〜気まぐれ天使〜（1988年）
- はいすくーる落書（1989年）：諏訪正 役
  - はいすくーる落書2（1990年） ：四宮教頭 役
- 親子ウォーズ（1988年）：古場真三 役
- ウルトラマンをつくった男たち 星の林に月の舟（1989年）：金子課長 役
- ママハハ・ブギ（1989年）：（特別出演）
- オシャレ泥棒（1989年）
- 想い出にかわるまで（1990年）：沢村良夫 役
- 予備校ブギ（1990年）
- 天使のように生きてみたい（1992年）
- 十津川警部シリーズ（1992年 - 2015年）：警部補・亀井定雄 役
- ダブル・キッチン（1993年4月 - 6月）
- ボクの就職（1994年4月 - 6月）：加藤松郎 役
- 僕が彼女に、借金をした理由。（1994年10月 - 12月）
- 男嫌い （1994年7月 - 9月）
- きのうの敵は今日も敵（1995年4月 - 6月）
- 理想の結婚（1997年1月 - 3月）
- 最後の恋（1997年、TBS）
- ヤマダ一家の辛抱（1999年10月 - 12月）
- ディア・フレンド（1999年11月29日）：大宮保護司 役
- 月曜ミステリー劇場
  - 税務調査官・窓際太郎の事件簿（2000年7月3日）：山田恒夫 役
  - 横山秀夫サスペンス 逆転の夏（2001年9月3日）
  - 松本清張特別企画・殺意（2004年10月11日）：琴塚豊彦 役
- 陰の季節シリーズ（2000年 - 2004年）
- モーニング娘。新春! LOVEストーリーズ「時をかける少女」（2002年1月2日）
- 明智小五郎対怪人二十面相（2002年8月27日）：中村警部 役
- ブラックジャックによろしく（2003年4月 - 6月）
- トリプル・キッチン（2006年8月1日）：今泉幸彦 役
- 地獄の沙汰もヨメ次第（2007年7月 - 9月）：森福大三郎 役
- ヤンキー君とメガネちゃん（2010年4月 - 6月、TBS）：足立辰夫 役
- 月曜ゴールデン（TBS）
  - 特別企画「私は屈しない〜特捜検察と戦った女性官僚と家族の465日」（2011年1月31日）：大橋仁 役（モデルは石井一）
  - 「守護神・ボディーガード 進藤輝」（2012年6月11日 - 2015年7月13日）：服部敬一 役
  - 「おふくろ先生の診療日記6」（2013年11月4日）：芹沢庄五郎 役
- ステップファザー・ステップ（2012年1月 - 3月）：柳瀬豪造 役[40]
- 猫弁〜死体の身代金〜（2012年4月23日）：梅園光次郎 役
  - 猫弁と透明人間（2013年4月22日）
- 潜入探偵トカゲ（2013年4月 - 6月）：柳田雅彦 役

#### フジテレビ系
- 宮本武蔵（1961年）
- 一心太助（1971年 - 1972年）：笹尾喜内 役
- 望郷 日本最初の第九交響曲〜板東俘虜収容所物語（1977年）
- 騎馬奉行（1979年 - 1980年、KTV）：手塚雲平 役
- ピーマン白書 第1話（1980年）
- 同心暁蘭之介（1981年10月 - 1982年9月）
- 金曜女のドラマスペシャル
  - 不信のとき（1984年）
  - 有吉佐和子の三婆（1985年）
- 戦艦大和（1990年）：雨宮源治郎 役
- 許せ妻たち （1990年、関西テレビ）：門前警部補 役
- 世にも奇妙な物語
  - 第2シリーズ「石田部長代理の災難」（1991年）：石田賢吉 役
  - '00春の特別編「最期の瞬間」（2000年）：水谷静夫 役
  - 20周年スペシャル・秋 〜人気作家競演編〜「はじめの一歩」（2010年10月4日）：神様 役
- 金曜ドラマシアター「実録犯罪史シリーズ 新説・三億円事件」（1991年）：氏家刑事 役
- 銭形平次（1991年 - 1998年）：三の輪の万七 役
- 美味しんぼシリーズ：京極万太郎 役
  - 美味しんぼ（1994年 - 1999年）
  - 新・美味しんぼ（2007年）
- ナニワ金融道2（1996年）：三宮損得 役 ※友情出演
- いいひと。（1997年、関西テレビ）
- 立入禁止! STAFF ONLY stage23（1998年）
- けろりの道頓 秀吉と女を争った男（1999年）：豊臣秀吉 役
- 熱烈的中華飯店（2003年）
- 年の差カップル刑事（1998年 - 2004年）：村崎緑郎 役
- HR（ホームルーム）（2003年3月）：武藤輝夫 役
- 不機嫌なジーン（2005年）：早乙女サンダース 役
- 屋台弁護士（2005年 - 2009年）：村雨太郎 役
- 弁護士 灰島秀樹（2006年）：安田宗孝 役
- 奇跡の動物園〜旭山動物園物語〜（2006年 - 2015年）：牧原優一郎 役
- 三屋清左衛門残日録（2016年 - 、時代劇専門チャンネル・BSフジ）：佐伯熊太 役
- 金曜プレステージ（フジテレビ）
  - 「浅見光彦シリーズ」第29弾「熊野古道殺人事件」（2008年1月18日）、第30弾「天河伝説殺人事件」（2008年1月25日）、第50弾「貴賓室の怪人」（2014年4月4日）、第53弾「浅見光彦殺人事件」（2018年3月29日）：内田康夫（原作者） 役
  - 平岩弓枝・作家50年記念「嫁の座」（2009年5月29日）：鬼島周平 役
  - 鬼平犯科帳スペシャル 雨引の文五郎（2009年7月17日）：舟形の宗平 役
  - 出張鑑定人・宝来伝吉（2014年4月25日・2016年2月27日）：主演・宝来伝吉 役

土曜ワイド（15:35 - 17:30）で放送。
- CHANGE（2008年）：鵜飼武彦 役
- 上地雄輔ひまわり物語〜家族・親友・彼女…誰も知らない素顔初公開!（2009年3月14日）：じーちゃん 役
- 恋して悪魔〜ヴァンパイア☆ボーイ〜（2009年7月 - 9月、関西テレビ）：新條二朗 役
- 不毛地帯（2009年11月12日 - 2010年3月11日）：久松清蔵 役
- 土曜プレミアム スペシャルドラマ「ハッピーバースデー」（2009年11月21日）：堀道夫 役
- わが家の歴史（2010年4月9日 - 4月11日）：古川ロッパ 役
- 夏の恋は虹色に輝く（2010年7月 - 9月）：楠航太郎 役
- 謎解きはディナーのあとで 第1話（2011年10月18日）：唐沢 役
- リーガルハイ（第2期） 第7話（2013年11月20日）：宇都宮仁平 役
- 歴史カクテル（2014年10月8日）：三谷教授 役

#### テレビ朝日系
- 鬼平犯科帳'69 第33話「鬼坊主の花」（1970年5月19日）：入墨吉五郎 役
- 遠山の金さん（1975年10月 -1977年9月）：青木紋十郎（北町与力）役
- 土曜ワイド劇場
  - 江戸川乱歩の天国と地獄の美女（1982年1月）：人見広介・菰田源三郎 役（二役）
  - 授業参観の女（1984年4月28日）
  - 処刑教師（1984年9月29日）：谷岡誠治 役
  - 切り札をもつ女（1985年2月9日）
  - 特急車掌永瀬はるかの事件（1999年5月29日）：原田義一 役
  - おかしな二人（2002年2月・8月）：主演・平島兵助 役
  - おかしな刑事（2003年 - 2024年）： 主演・鴨志田新一 役[41]
  - 新聞記者・鶴巻吾郎シリーズ（2006年8月5日・2008年8月23日・2009年8月29日）：森下久作 役
  - 特別企画・さくら署の女たち（2006年9月9日）
- 転職ロックンロール（1995年）
- 研修医なな子（1997年）
- 札幌・増毛・冬物語（1998年、北海道テレビ）
- 六本木キャバクラ天使（1999年）
- 笑ゥせぇるすまん（1999年）：主演・喪黒福造 役
- 逮捕しちゃうぞ（2002年）
- 異議あり! 女弁護士大岡法江（2004年1月 - 3月）：遠山国士 役
- 忠臣蔵（2004年10月 - 12月）：吉良上野介 役
- 零のかなたへ〜THE WINDS OF GOD〜（2005年、朝日放送）
- PS -羅生門-（2006年7月 - 9月）：吉見武士 役
- 白虎隊（2007年1月6日・1月7日）：酒井峰男 役
- 警視庁捜査一課9係 - 猪狩哲治 役
  - Season3第7話（2008年5月28日）
  - Season10第3話（2015年5月6日）
  - Season11第5話（2016年5月4日）
  - Senson12第6話（2017年5月17日）
  - 特捜9（2018年）
  - 特捜9 スペシャル（2019年4月7日）
  - 特捜9 Season2 第4話・第10話（2019年5月1日・6月19日）
  - 特捜9 Season3 第6話（2020年6月24日）
  - 特捜9 Season4 第11話（2021年6月16日）
  - 特捜9 Season5 第11話（2022年6月15日）
  - 特捜9 Season6 第7話（2023年5月17日）[42]
  - 特捜9 final season 第9話（2024年6月4日）[43]
- ドラマスペシャル 暴れん坊将軍（2008年12月）：加納五郎左衛門 役
- 樅ノ木は残った（2010年2月20日）：伊達安芸 役
- 告発〜国選弁護人 第4話・第5話（2011年2月3日・2月10日）：清水直一 役
- ドクターX〜外科医・大門未知子〜シリーズ：毒島隆之介 役
  - ドクターX〜外科医・大門未知子〜 第1期（2012年）
  - ドクターX〜外科医・大門未知子〜 第2期 最終話（2013年）
  - ドクターX〜外科医・大門未知子〜 第3期 第1話（2014年）
- 松本清張没後20年 ドラマスペシャル 十万分の一の偶然（2012年12月15日、テレビ朝日）：古家庫之助 役
- テレビ朝日開局55周年記念「ドラマスペシャル 家政婦は見た!」（2014年3月2日）：上原秀光 役
- 遺産争族（2015年10月 - 12月、テレビ朝日）：河村龍太郎 役[44]
- 遺留捜査 第1話（2017年7月13日、テレビ朝日）：黒沢恒之助 役
- 黒革の手帖（2017年7月20日 - 9月14日、テレビ朝日）：長谷川庄治 役
- お花のセンセイ：加持勘三 役
  - 日曜プライム・第1弾（2020年8月30日）[45]
  - ドラマスペシャル・第2弾（2021年12月23日）[46]
- キッチン革命 第1夜（2023年3月25日）：深谷辰之助 役[47]

#### テレビ東京系
- 水曜女と愛とミステリー→水曜ミステリー9
  - 多摩南署たたき上げ刑事・近松丙吉（2001年 - 2016年）：主演・近松丙吉 役
- 命のバトン〜最高の人生の終わり方（2009年6月24日・6月25日）
- ヒューマンドラマスペシャル「ぱじ〜ジイジと孫娘の愛情物語」（2013年3月27日）：主演・咲田茂吉 役
- ラスト・ドクター〜監察医アキタの検死報告〜（2014年7月 - 9月）：柳田修平 役
- 水曜ミステリー9「残り火」（2014年10月29日）：主演・水木邦夫 役
- テレビ東京開局50周年特別番組「永遠の0」（2015年2月11日 - 2月15日）：大石賢一郎 役（現代）
- 僕らプレイボーイズ 熟年探偵社（2015年7月 - 9月）：土屋元禄 役[48]
- ドラマ特別企画 テミスの剣（2017年9月27日）：楠木辰也 役
- 新春ドラマ特別企画 三匹のおっさんスペシャル（2018年1月2日）：吉田善光 役
- 特命刑事 カクホの女（2018年1月19日 - 3月9日）：刈谷孝雄 役
- 警視庁ゼロ係〜生活安全課なんでも相談室〜THIRD SEASON 第4話（2018年8月24日）：磯松国夫 役
- 駐在刑事（2018年10月19日 - 12月7日）：大曽根喜八郎 役（特別出演）
- 孤独のグルメ Season7 特別編（2018年12月31日） - 前田 役[49]
- 月曜プレミア8
  - ドラマスペシャル 堂場瞬一サスペンス ラストライン 刑事 岩倉剛（2020年6月29日）：西本浩介 役[50]
- 神様のカルテ 第3話（2021年3月1日）：島内耕三 役

#### WOWOW
- ママは昔パパだった（2009年8月 - 9月）：小谷聡史 役
- 天国のスープ（2008年10月19日）：元山修蔵 役
- にんげんこわい2 最終話「笠碁」（2023年9月15日）：相模屋の隠居 役[51]

### 映画
- カメラ・トップ屋 お嬢さんが狙ってる/お色気無手勝流（1961年）[11]
- 逆襲の街（1961年）[11]
- お世継ぎ初道中（1961年）：目黒伝兵衛 役[11]
- 落語野郎　大脱線（1966年）：飽沢居内 役
- 進め!ジャガーズ 敵前上陸（1968年）：てんぷくトリオ 伊東 役
- 新座頭市・破れ!唐人剣（1971年）：新七 役
- ダメおやじ（1973年）：ボーイ 役
- ルパン三世 念力珍作戦（1974年）：銭形警部 役
- 正義だ!味方だ!全員集合!!（1975年）：大神 役
- ザ・ドリフターズのカモだ!!御用だ!!（1975年）：唐津 役
- 夢一族 ザ・らいばる（1979年）：馬場強 役
- ピーマン80（1979年）：影の男 役
- 誘拐報道（1982年）：遠藤警部  役
- スパルタの海（1983年制作、2011年公開）：主演・戸塚宏 役
- 唐獅子株式会社（1983年）：黒田哲夫 役
- 俺っちのウエディング（1983年） - 田島耕平 役
- ビッグマグナム 黒岩先生（1985年）
- バロー・ギャングBC（1985年）：伊坂刑事 役
- きみが輝くとき（1985年）
- マルサの女（1987年）：パチンコ屋の社長
- 竹取物語（1987年）：僧上の道尊 役
- 極道渡世の素敵な面々（1988年）：横田宏 役
- 会社物語 MEMORIES OF YOU（1988年）：小林常務 役
- 稲村ジェーン（1990年）：金老人 役
- Mr.レディー 夜明けのシンデレラ（1990年）：坂本 役
- 天河伝説殺人事件（1991年）：剣持譲介 役
- ミンボーの女（1992年）：入内島 役
- 集団左遷（1994年）：藤尾三郎 役
- スーパーの女（1996年）：『安売り大魔王』社長 役
- 明日があるさ THE MOVIE（2002年）
- NIN×NIN 忍者ハットリくん THE MOVIE（2004年）：服部ジンゾウ 役
- THE 有頂天ホテル（2006年）：二階堂源一 役
- しゃべれどもしゃべれども（2007年）
- 舞妓Haaaan!!!（2007年）
- 築地魚河岸三代目（2008年）
- 引き出しの中のラブレター（2009年）
- さまよう刃（2009年）
- ゴールデンスランバー（2010年）
- サラリーマンNEO 劇場版(笑)（2011年）
- 謎解きはディナーのあとで（2013年）
- ヒキタさん! ご懐妊ですよ（2019年）：田野辺和夫 役
- ロバマン（2019年）：タフマン 役
- 科捜研の女 -劇場版-（2021年）：老紳士 役[52]
- 劇場版ドクターX FINAL（2024年）：毒島隆之介 役[53]

### 舞台
- 土佐堀川 (1990年2月から1か月間、東京宝塚劇場で上演）：明治・大正期の実業家・広岡浅子の夫・広岡信五郎役
- 雪之丞変化（1991年）
- その場しのぎの男たち（1992年・1994年・2003年・2013年[54]・2023年、本多劇場）
- 伊東四朗&小松政夫 エニシング ゴーズ（1995年、新宿シアターサンモール）
- おしん（1995年）
- アパッチ砦の攻防（1996年）
- いい加減にしてみましたシリーズ
  - いい加減にしてみました（1997年）
  - いい加減にしてみました2（2002年）[55]
  - いい加減にしてみました3（2010年）
- アパッチ砦の攻防 決定版（1998年）
- 追いつ! 追われつ!!（2001年）
- バッドニュース☆グッドタイミング（2001年）
- 伊東四朗一座
  - 伊東四朗一座 〜旗揚げ解散公演〜「熱海迷宮事件」（2004年）
  - 伊東四朗一座 〜急遽再結成公演〜「喜劇 芸人誕生物語」（2005年）
  - 伊東四朗一座 〜帰ってきた座長奮闘公演〜「喜劇 俺たちに品格はない」（2008年、本多劇場）
  - 伊東四朗一座・熱海五郎一座合同公演「喜劇 日本映画頂上決戦〜銀幕の掟をぶっとばせ!〜」（2009年、青山劇場）
  - 〜三宅裕司生誕60周年記念〜伊東四朗一座・熱海五郎一座合同公演「こんにちは　赤ちゃん」（2011年、赤坂ACTシアター）
  - 新橋演舞場シリーズ第10回記念公演 東京喜劇 熱海五郎一座（2024年、新橋演舞場）
- 疑惑のアパート（2006年）：作・演出のみ
- 社長放浪記（2007年、「伊東四朗生誕?!七十周年記念」公演　本多劇場）
- 学おじさん（2008年、本多劇場）
- 介護コメディー ロング・ロスト・フレンド（2011年、「西荻の会」公演　本多劇場）
- 吉良ですが、なにか？（2014年、「伊東四朗生誕?!七十七周年記念」公演　本多劇場）
- 死ぬか生きるか！（2018年、「魔がさした記念」コントライブ　紀伊國屋サザンシアター）
- Yakultプレゼンツ 伊東四朗トークライブ 「あたシ・シストリー」（2020年3月10日・3月11日(北沢タウンホール）、5月10日(紀伊國屋サザンシアター)[56]）※新型コロナウイルス感染拡大の影響により延期。5月公演では盟友の小松政夫がゲスト出演する予定であったが上記理由により延期、再延期となり、11月にようやく公演に至るも、小松の入院、死去（2020年12月7日）により共演は叶わなかった[57][58][59]。
- Yakultプレゼンツ 伊東四朗トークライブ 「あたシ・シストリー」（2020年7月15日・7月16日(北沢タウンホール)、9月1日(北沢タウンホール)）※新型コロナウイルス感染拡大の影響により再延期。
- 伊東四朗トークライブ「あたシ・シストリー」（2020年11月10日・11月11日、北沢タウンホール[60]）
- 生誕?!80＋3周年記念公演「みんながらくた」（2021年2月26日 - 3月14日、本多劇場[61][62]）

### 劇場アニメ
- おしん（1984年） [63]
- こちら葛飾区亀有公園前派出所 THE MOVIE（1999年）：品田虎三（シナトラ） 役[64]
- ブレイブ・ストーリー（2006年）：ラウ導師 役[65]

### 人形劇
- ヤンマーファミリーアワー 飛べ!孫悟空（1978年1月31日、TBS）：えん魔大王、シロ王女 役

### ラジオ
- 伊東四朗のあっぱれ土曜ワイド（1984年4月7日 - 1996年9月28日、文化放送、土曜9:00 - 13:00）
- 伊東四朗 吉田照美 親父・熱愛（1997年4月13日 - 、（1998年3月まで日曜16:00 - 16:55、1998年4月から2012年3月まで土曜15:00 - 15:55、2012年4月から土曜15:00 - 17:00）、文化放送）
- ラジオ深夜便インタビュースペシャル（2011年10月2日・10月3日、NHKラジオ第1・FM）

### ドキュメンタリー
- NHK特集「厳冬　白山　〜子猿ヤマトは生き抜いた〜」（1985年5月12日、NHK総合）- ナレーション
- アンテナ22（日本テレビ） - 司会（本名が同音異字「伊藤輝夫」のテリー伊藤と共演）
- 青春ブレイクスルー〜聖なる顔の伝説・伊東四朗（2014年8月22日、NHK BSプレミアム）
- 「ファミリーヒストリー」（2019年1月28日、NHK総合）
- 「伊東四朗　83歳 生涯、いち喜劇役者」（2021年6月5日、NHK BSプレミアム・NHK BS4K）[66]

### CM
- 白子のり - メインキャラクター
- ヤクルト
  - 「タフマン」（1985年 - 2002年、2011年 - ）：文化放送ラジオ番組「伊東四朗のあっぱれ土曜ワイド」内コーナーにて「タフマン伊東」を名乗ったことも。
  - 「蕃爽麗茶」 （2009年 - 2017年）：ナレーション[注 11]
  - 「みんなのヤクルト」（2016年 - 、大泉洋らと共演）
  - 「お隣さん」篇 （2022年 - 、大泉洋らと共演）
  - 「ヤクルト400W」「秘訣」篇（2022年10月27日 - 、大泉洋と共演）
- 池袋サンシャインシティ「ひかり博-科学のお祭り広場-」（1984年）
- KDD（現在：KDDI）
- 養命酒
- ブリストルマイヤーズ・ライオン「エキセドリン」（1990年）
- アース製薬「アースノーマット」：春季・夏季のみオンエア
- キリンビール「ラガー」（ハリソン・フォードらと共演。ただし撮影は別撮りのため厳密には共演ではない。）

### 著書ほか
- 『俺の三波伸介』中央アート出版社、1983年12月8日。追悼刊行
- 『この顔で悪いか！』集英社、1997年
- 『親父熱愛(オヤジ・パッション) part.1・2』 吉田照美と水谷加奈共著、講談社文庫、2002-2003年
- 『この顔でよかった！』集英社be文庫、2003年。続編
- 『ボケてたまるか！』集英社、2007年

評伝
- 笹山敬輔『笑いの正解　東京喜劇と伊東四朗』文藝春秋、2024年